# Lev Tchistovsky
Lev Smaragdovitch Tchistovsky (en russe : Лев Смарагдович Чистовский) est un peintre russe.

## Biographie
Tchistovsky est né le 25 mai 1902 à Pskov. Son père Smaragd Mikhaïlovitch Tchistovsky (1866-1936) était un pédagogue, phénologue et employé de musée.
Entre 1920 et 1924, Tchistovsky étudie à Vkhoutemas où il bénéficie de l’enseignement de V. E. Savinsky et d'A. R. Eberling.
En 1924, il entre à l’Académie des Beaux-Arts de Léningrad mais quitte la Russie soviétique avant de terminer ses études.
En 1925-1926 il suit les cours à l'Académie des Beaux Arts de Rome et de Florence.
En 1926 il s’installe à Paris avec sa future épouse Irène Klestova. Dans les années 1930, ils quittent Paris pour s’installer dans une petite ville du midi de la France, Cénevières.

## Les œuvres
Tchistovsky était membre de la Société nationale des beaux-arts.
En 1930, il est devenu sociétaire du Salon des indépendants, ce qui lui a permis d’exposer ses toiles au Grand Palais à Paris.
En 1931, il participe à l’exposition des peintres russes membres de « L’union des Russes diplômés des écoles supérieures étrangères ». En 1933, il expose avec les peintres de Montmartre et de Montparnasse à la galerie « 34 » sur les Champs-Élysée.
Il expose ses tableaux aux salons des Indépendants (1937-1969),,, aux Salons du Printemps (1947-1948), au Salon « L’art libre ». Ces œuvres étaient exposées dans des galeries de France, de Grande-Bretagne et des États-Unis.
Les nus, les portraits, les natures mortes, les fleurs, les paysages, la mythologie et les icônes constituent l’essentiel de sa production abondante.
L’historien d’art G.K. Loukomsky le considère comme un authentique représentant de l’art classique.
Tchistovsky meurt le 23 août 1969 dans la ville de Cénevières. Il y est enterré,.

## En mémoire de Tchistovsky
En 1971 a eu lieu l’explosion des œuvres de Tchistovsky au Salon des Indépendants pour célébrer la carrière du peintre.
Trois de ses toiles (y compris Une jeune fille dormante) se trouvent actuellement au musée Russe de Saint-Pétersbourg. La Baigneuse, avant d’être vendue à un collectionneur privé, faisait partie de la collection de la  Galerie Tretiakov de Moscou. Plusieurs tableaux de ce peintre se trouvent au musée de Villefranche-de-Rouergue, ainsi que dans des collections privées.
En 2010, certains toiles de Tchistovsky ont été présentées dans le cadre du Salon « 60 chefs-d’œuvre de l’École russe. Le nu en peinture, 1900-1940 » qui a eu lieu à Cannes.